# Aartsbisdom Madurai
Het aartsbisdom Madurai (Latijn: Archidioecesis Madhuraiensis) is een rooms-katholiek aartsbisdom met als zetel Madurai, in India. De aartsbisschop van Madurai is metropoliet van de kerkprovincie Madurai, waartoe ook de volgende suffragane bisdommen behoren:
- Dindigul
- Kottar
- Kuzhithurai
- Palayamkottai
- Sivagangai
- Tiruchirapalli
- Tuticorin

## Geschiedenis
In 1606 werd de missio sui iuris Madura opgericht, uit delen van het bisdom Cochin. In 1700 verloor het gebied bij de oprichting van de missio sui iuris Coromandel Coast. In 1773 werd het opgeheven bij de oprichting van het bisdom São Tomé of Meliapore.
Op 8 juli 1836 werd het opnieuw opgericht, als de apostolische prefectuur Madura, uit delen van het bisdom São Tomé of Meliapore en de missio sui iuris Coromandel Coast. Op 19 mei 1846 werd het verheven tot apostolisch vicariaat met de naam apostolisch vicariaat Madurai and Coromandel Coast.  Op 1 september 1886 werd het verheven tot bisdom met de naam bisdom Madurai. Op 7 juni 1887 veranderde het van naam naar bisdom Trichinopoly, het latere bisdom  Tiruchirapalli, en het wordt daarom gezien als een voorloper van het bisdom Tiruchirapalli en niet als een voorloper van het aartsbisdom Madurai. 
Het aartsbisdom werd opgericht op 8 januari 1938, als het bisdom Madura, uit delen van het bisdom Trichinopoly, en was suffragaan aan het aartsbisdom Bombay. Op 21 oktober 1950 veranderde van naam naar bisdom Madurai. Op 19 september 1953 werd het verheven tot metropolitaan aartsbisdom. 

## Parochies
Het aartsbisdom had in 2021 een oppervlakte van 8.010 km2 en telde 6.943.000 inwoners waarvan 3,9% rooms-katholiek was.

## Aartsbisschoppen
- Jean Pierre Leonard (bisschop: 8 januari 1938, aartsbisschop 21 oktober 1950 - 13 april 1967)
- Justin Diraviam (13 april 1967 - 3 december 1984)
- Casimir Gnanadickam (3 december 1984 - 26 januari 1987)
- Marianus Arokiasamy (3 juli 1987 - 22 maart 2003)
- Peter Fernando (22 maart 2003 - 26 juli 2014)
- Antony Pappusamy (26 juli 2014 - heden; hulpbisschop: 5 november 1998 - 10 november 2003)

## Galerij van afbeeldingen

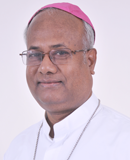
Aartsbisschop Antony Pappusamy (2014-heden)

Madurai (aartsbisdom) · Dindigul · Kottar · Kuzhithurai · Palayamkottai · Sivagangai · Tiruchirapalli · Tuticorin